# サンバルプル

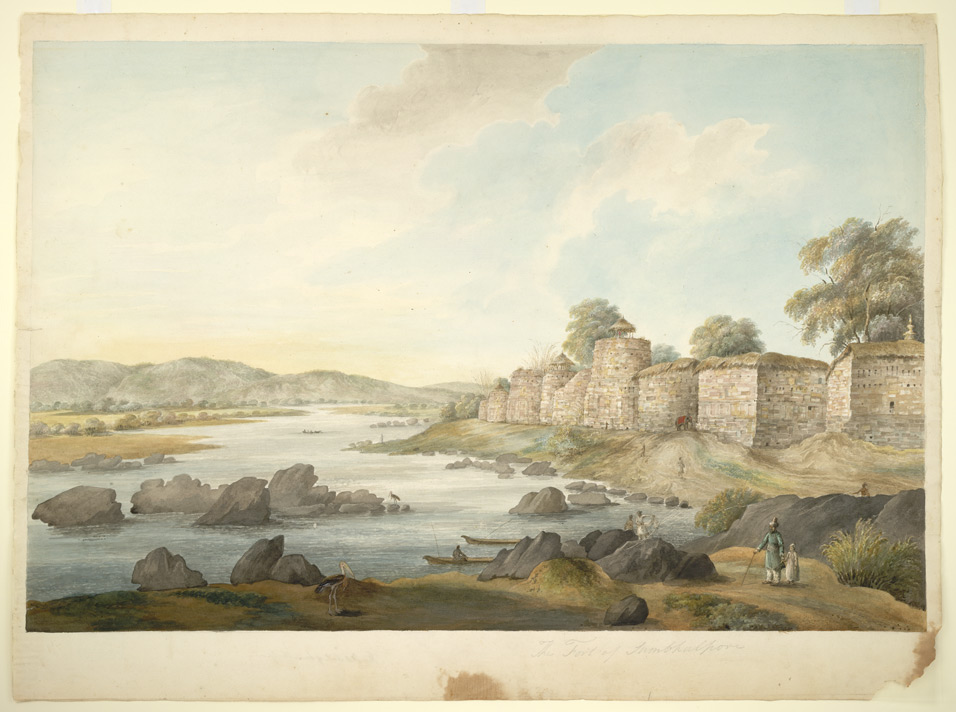
サンバルプル城（1825年）

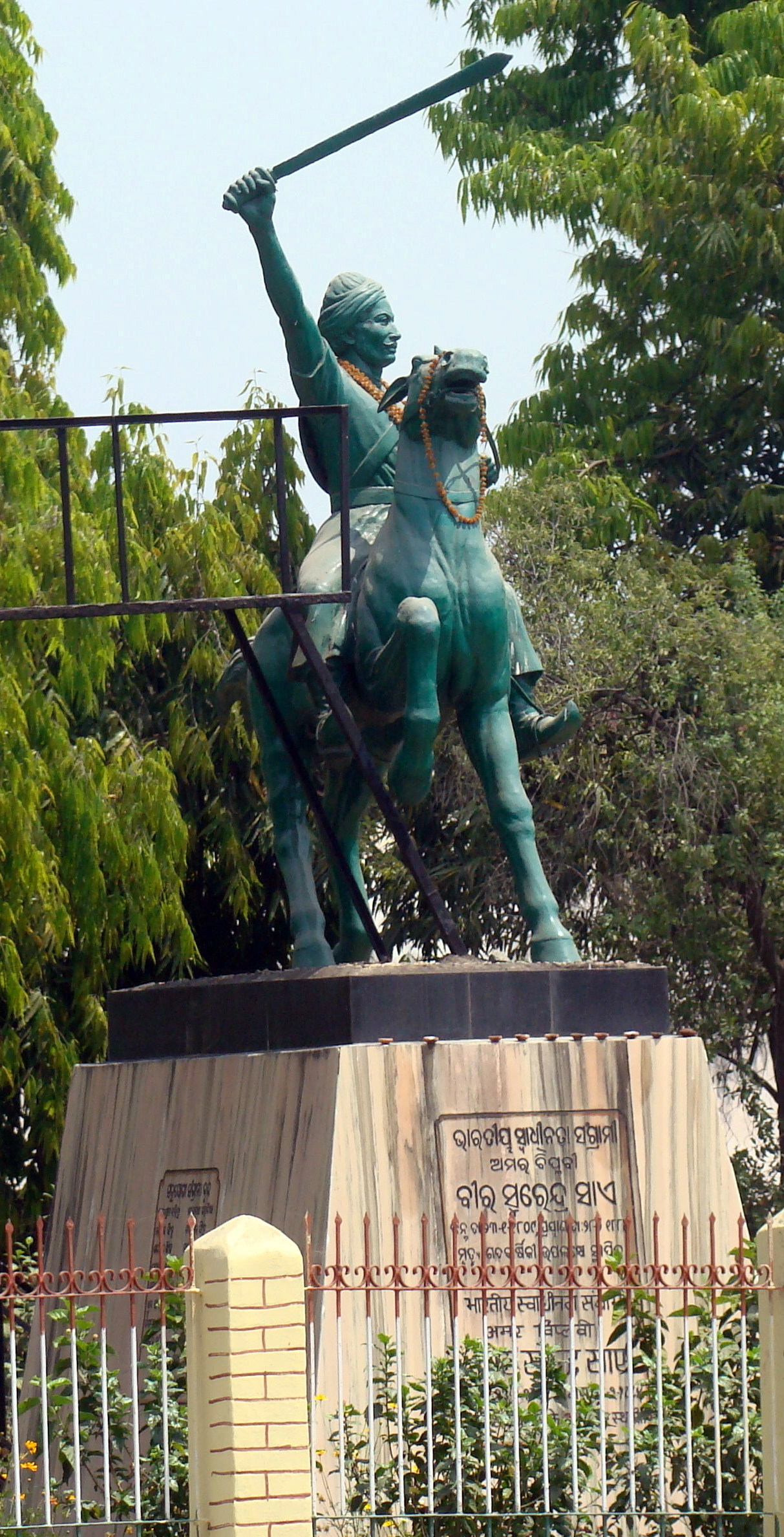
ヴィール・スレーンドラ・サーイー

サンバルプル（オリヤー語：ସମ୍ବଲପୁର、英語：Sambalpur） は、インド東部のオリッサ州、サンバルプル県の都市。同県の県庁所在地。人口は154,164人 （2001年）。

## 歴史
古代におけるクラウディオス・プトレマイオスの『ゲオグラフィア』にもその存在が記されている。
1800年、ナーグプルのボーンスレー家に征服されたが、1818年に第三次マラーター戦争が終結すると同時にサンバルプルは領主に返還され、イギリス保護下の藩王国となった。
19世紀半ばまでサンバルプル藩王国の統治下にあったが、1849年に断絶するとイギリスの直接支配下におかれ、英領インド帝国に組み込まれた。
しかし、1857年にインド大反乱が勃発すると、藩王の一族であるヴィール・スレーンドラ・サーイーが立ち上がり、1862年に降伏するまで抵抗を続けた。

## 地理
マハーナディー川沿いに位置している。街の郊外にヒラクド・ダムがあり、水力発電が行われている。繊維産業などが盛ん。